# Tatjana Panova
Tatjana Urajevna Panova [tatjána urájevna pánova] (rusko Татьяна Юрьевна Панова), ruska tenisačica, * 13. avgust 1976, Moskva, Rusija.